# Ingolič
Ingilič je priimek v Sloveniji, ki ga je po podatkih Statističnega urada Republike Slovenije na dan 1. januarja 2010 uporabljalo 25 oseb.

## Znani nosilci priimka
- Anton Ingolič (1907—1992), književnik (pisatelj), akademik
- Borut Ingolič (*1939), atlet, založnik
- Jože Ingolič (1921—2011), politični funkcionar in diplomat
- Karel Ingolič (1925—2015), mizar, direktor Obrtnega mizarstva Polskava
- Mia Ingolič (*2009), smučarska skakalka, atletinja, kolesarka
- Rok Ingolič, biatlonec, podjetnik (Geonavtik)